# Vincenc Šembera (poslanec Říšského sněmu)
Vincenc Šembera, též Čeněk Šembera (24. února 1788 Blatná – ?1860), byl rakouský politik české národnosti z Čech, během revolučního roku 1848 poslanec Říšského sněmu.

## Biografie
Narodil se v Blatné. Působil jako právník v Pacově. Byl zemským advokátem. Roku 1849 se uvádí jako Vinzenz von Schembera, justiciár v Pacově.
Během revolučního roku 1848 se zapojil do veřejného dění. Ve volbách roku 1848 byl zvolen na ústavodárný Říšský sněm. Zastupoval volební obvod Pelhřimov. Tehdy se uváděl coby justiciár. Řadil se k sněmovní pravici. Na podzim 1848 patřil mezi poslední čtyři české poslance z Čech, kteří neodjeli ze stále se radikalizující Vídně a zasedali nadále v nyní již kusém parlamentu dominovaném německou liberální levicí. Uvádí se jako méně významný poslanec. Později se účastnil i schůzí parlamentu po jeho přesunu do Kroměříže.
Po roce 1848 byl terčem udání, ve kterém je líčen jako člověk beze všech zásad, jenž se dává vésti pouze svým osobním prospěchem. Už v době před rokem 1848 se veřejně opozičně profiloval. Chválil Karla Havlíčka Borovského a jeho politické a národní názory. Měl prý velký vliv na pacovské obyvatelstvo. V roce 1860 byla městská školní knihovna v Blatné díky jeho odkazu značně rozšířena.
Jeho synem byl statkář a politik Vincenc Šembera.
Manželka Ludvika, roz. Hamerníková zemřela 2. listopadu 1851.
Sňatek Vincence a Ludviky – 11. února 1828 v Pacově.